# Bergianska trädgården

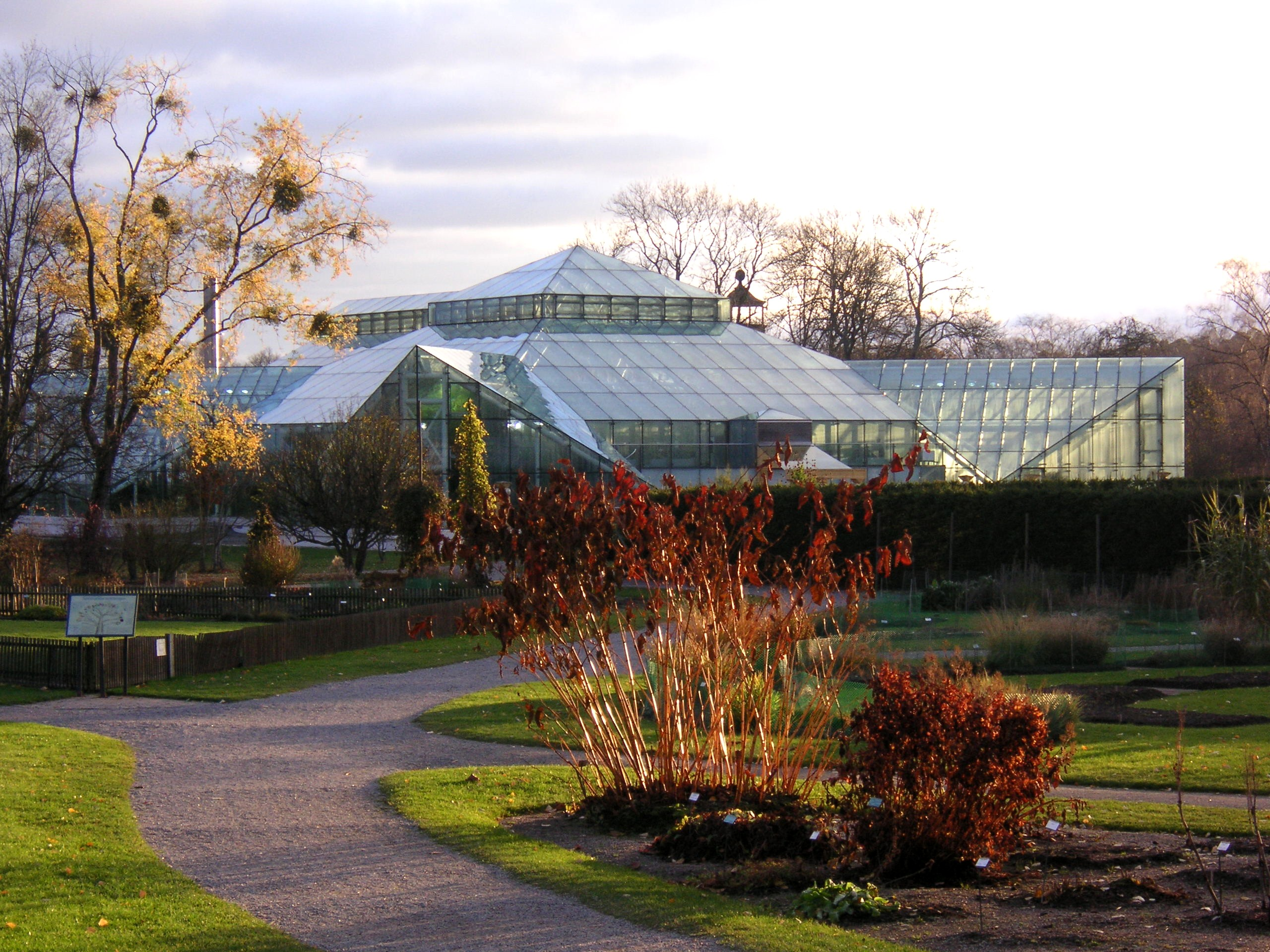
Edvard Andersons växthus, 2007

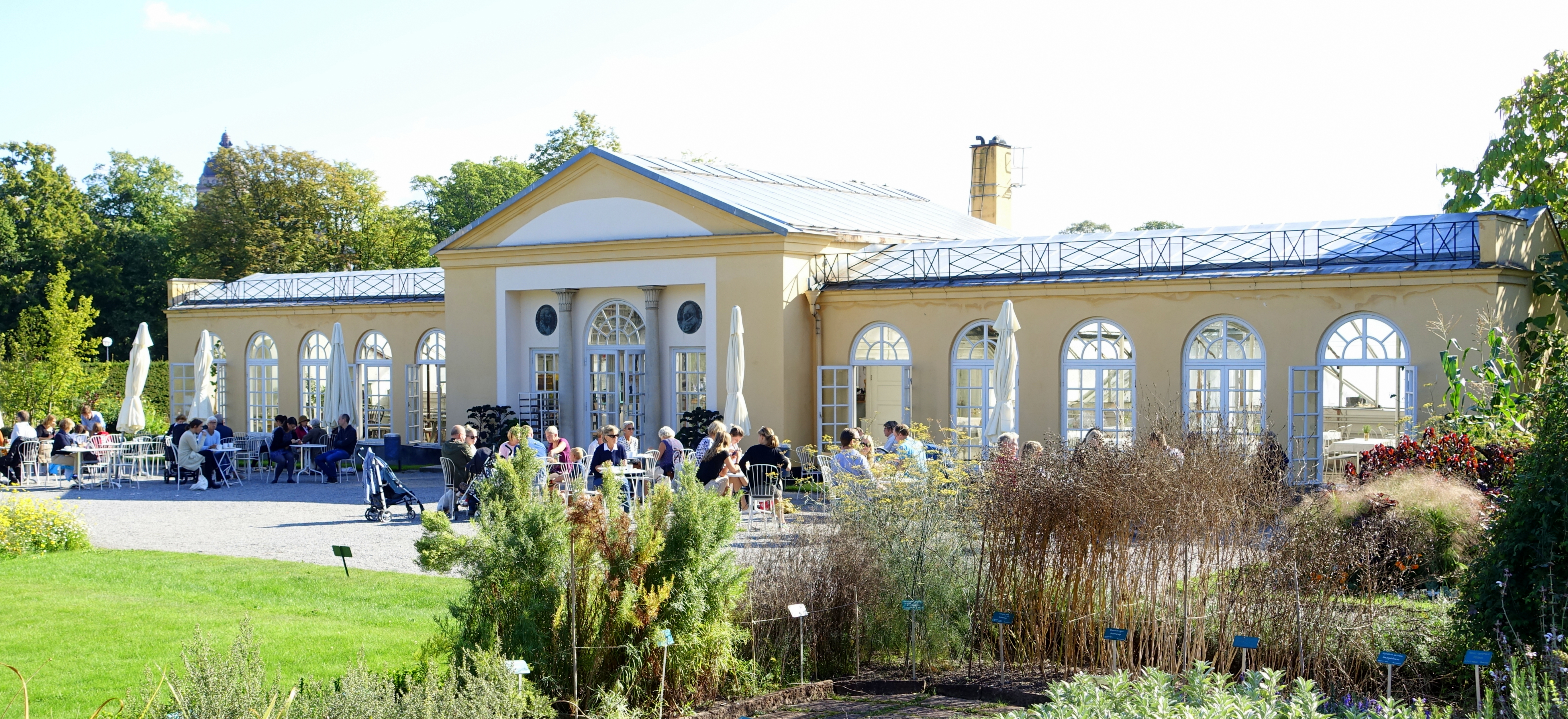
Gamla orangeriet

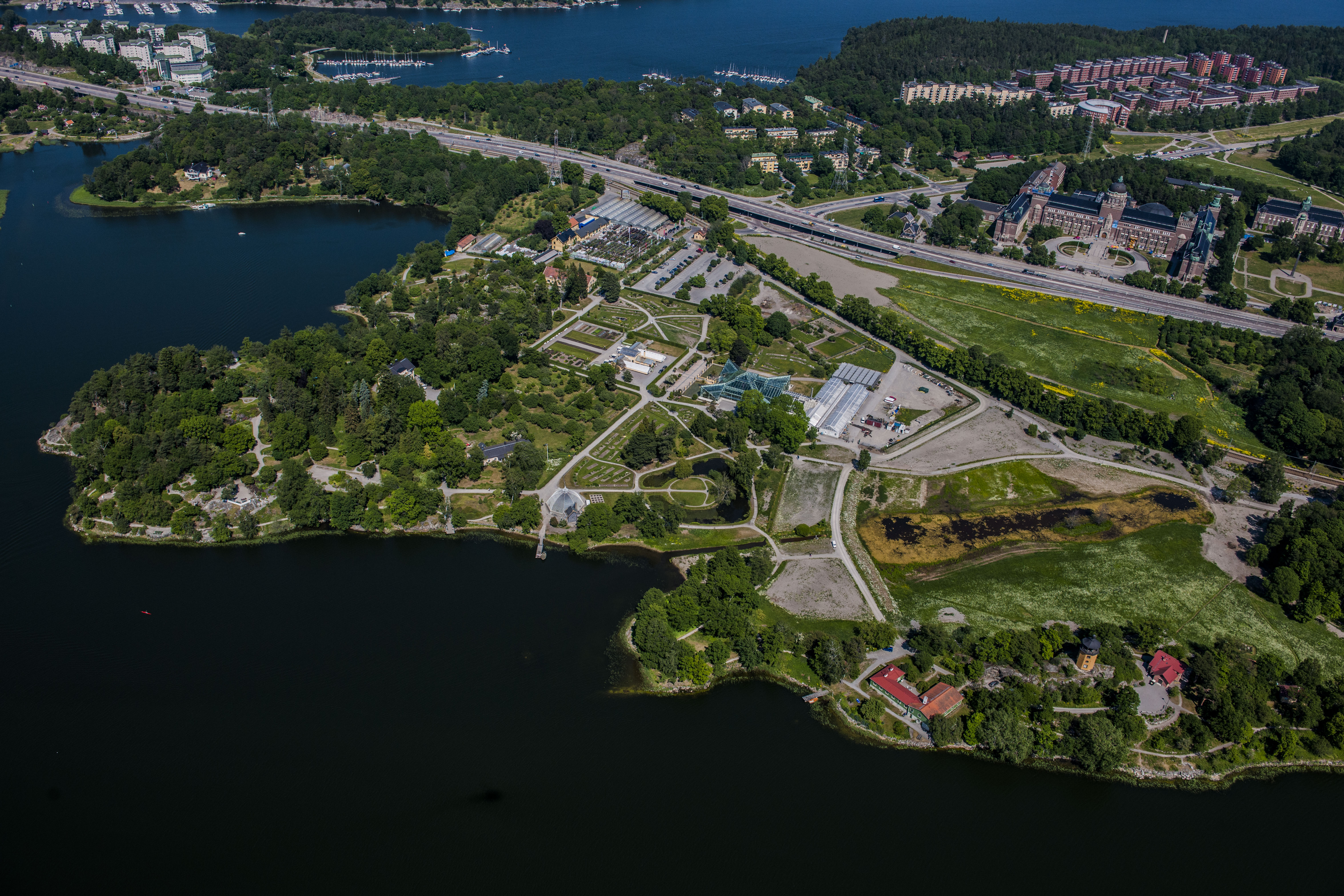
Flygbild över området, 2011

Bergianska trädgården, Stockholms botaniska trädgård, är en botanisk trädgård belägen i Frescati, intill Brunnsviken, på Norra Djurgården i Stockholms kommun. Trädgården ägs av staten och Kungliga Vetenskapsakademien, huvudmän för trädgården är Vetenskapsakademien och  Stockholms universitet. Trädgården är belägen inom Kungliga nationalstadsparken.

## Historik
Bergianska trädgården har sitt ursprung i den trädgård vid namn Bergielund, som bröderna historikern Bengt och apotekaren Peter Jonas Bergius anlade i kvarteret Resedan mellan nuvarande Karlbergsvägen och Vasaparken i Stockholm i mitten av 1700-talet. Efter brödernas död donerades egendomen 1791 efter ett testamente av 1784 till Kungl. Vetenskapsakademien och Bergianska stiftelsen som bildades. Enligt testamentet skulle en föreståndare tillsättas i egenskap av professor. Olof Swartz var den förste professor Bergianus. Vid sin sida hade han en arrendator av trädgården som drev skötsel och växtförsäljning. Trädgården skulle tjäna som trädgårdsskola och försöksanläggning. Trädgården låg på samma ägor tills 1885 då man flyttade till det nuvarande läget vid Brunnsviken, på grund av att området skulle bebyggas enligt den nya stadsplanen.

## Byggnader
1900-talet i Bergianska trädgården kännetecknas av att flera viktiga byggnader byggs såsom Gamla orangeriet för tropiska växter (idag restaurang och café med tillfälliga utställningar) och Institutionsbyggnaden för herbarium, personalens kontorsplatser och bibliotek. 1899–1900 tillkom det vackra lilla Victoriaväxthuset, som är en kupolbyggnad helt i glas och järn, för näckrosor, speciellt för jättenäckrosen Victoria regia. I södra delen av trädgården finns även Naturens Hus där man har aktiviteter för elever och lärare, huset kan även hyras för konferenser. Det finns fler äldre träbyggnader som används för olika ändamål, vissa är privatbostäder.
Det största nybyggnaden på 1900-talet var dock Edvard Andersons växthus som öppnade sina portar 1995 och hade uppförts efter ritningar av arkitekt Per-Rune Semrén. Grosshandlare Edvard Anderson hade efter sin död 1936, testamenterat pengar till Kungliga Vetenskapsakademien "För inrättandet och drivandet av en vinterträdgård, där medelhavsklimatets och därmed jämförliga klimatområdens träd, buskar och örter äro uteslutande representerade".

## Parken
Stora delar av den botaniska trädgården är uppbyggda efter växternas släktskap. Innanför skyddande granhäckar finns ett stort kvarter med köksväxter samt en örtagård. Den botaniska parken är genom sitt läge vid Brunnsviken och sitt kuperade landskap attraktiv att promenera i året om. Den innehåller mängder av träd och buskar från norra halvklotet. Den Japanska dammen anlades till Bergianska stiftelsens 200-årsjubileum år 1991. Totalt förfogar Bergianska trädgården över cirka 9000 växtarter. Parken i sin helhet ingår sedan 1995 i Nationalstadsparken Ekoparken.

## Klonarkivet
Bergianska trädgården är ett av Sveriges klonarkiv för äppelsorter. Vilka sorter som ska bevaras bestäms genom Programmet för odlad mångfald. I Bergianska trädgården bevaras 18 mandatsorter och ca 25 andra äppelsorter.

## Bildgalleri

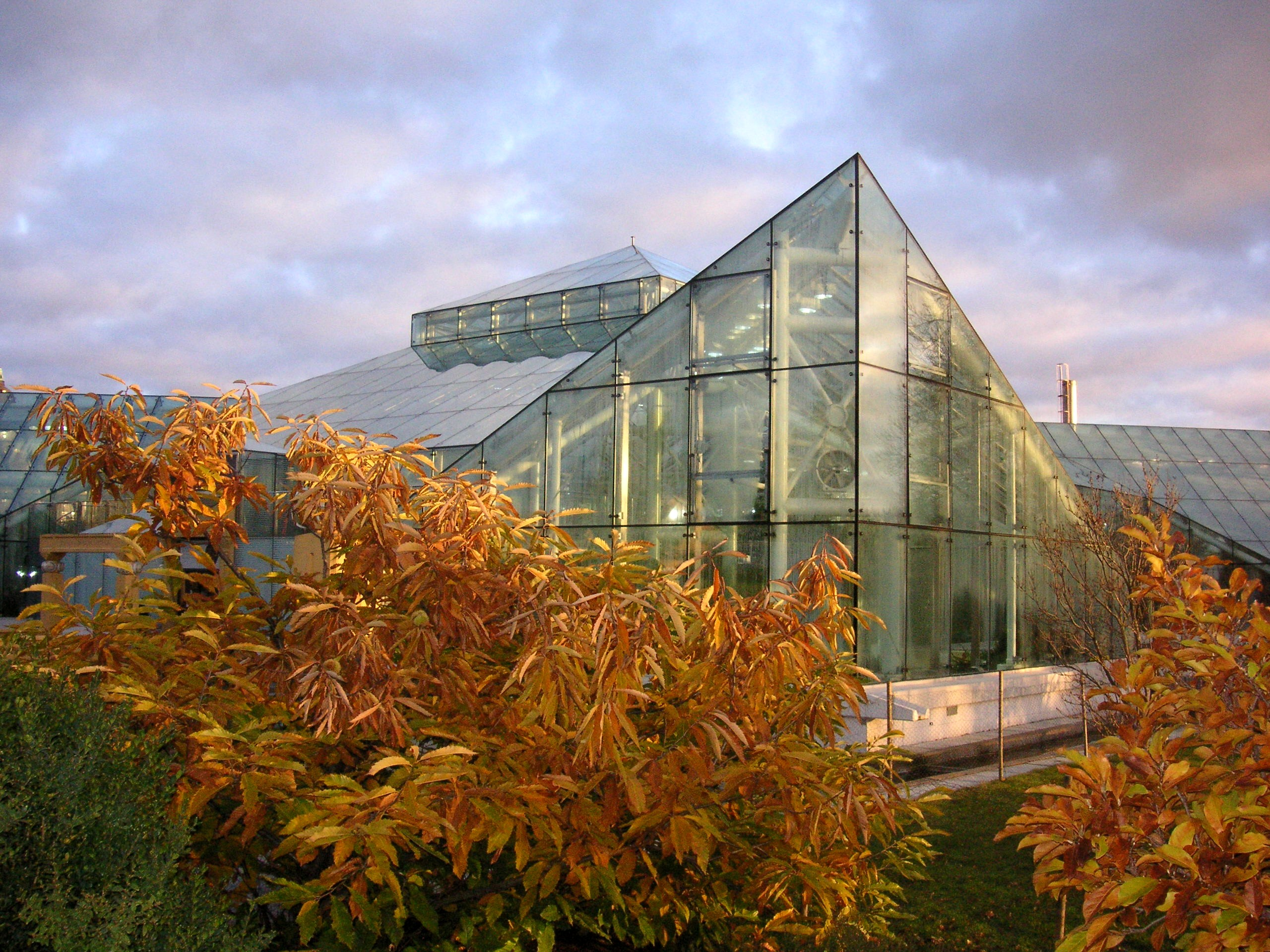
Edvard Andersons växthus
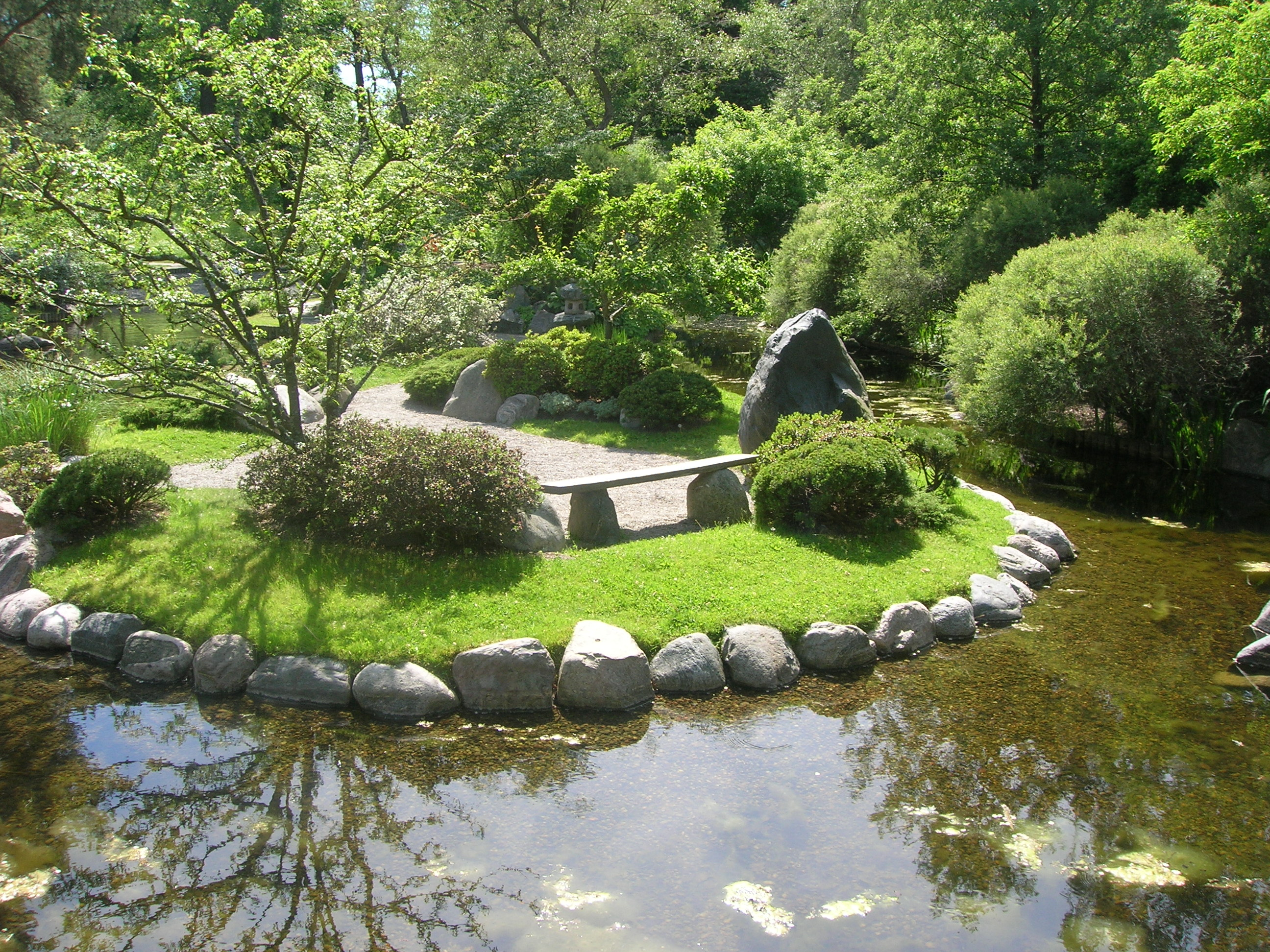
Japanska dammen, sommar
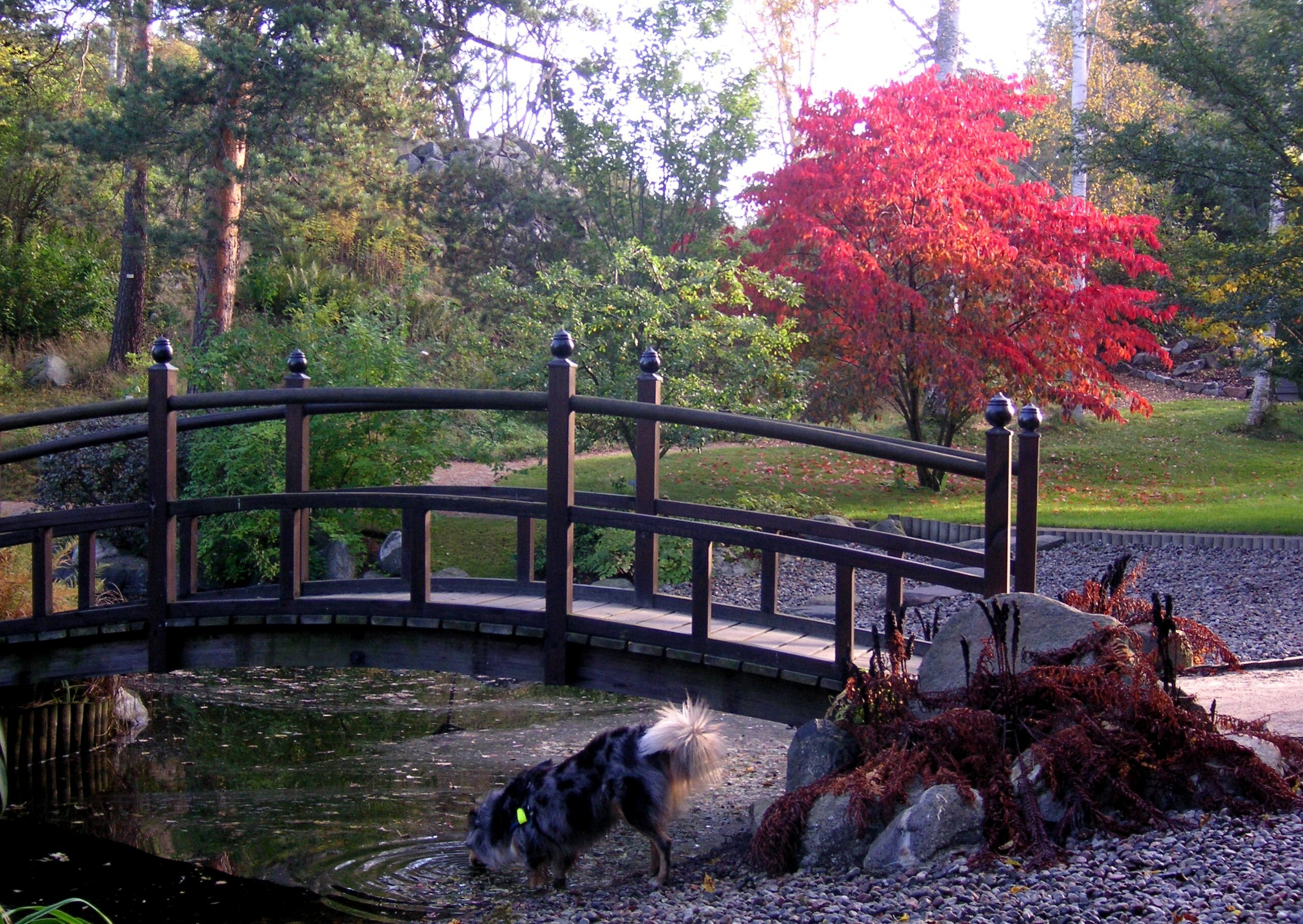
Japanska dammen, höst
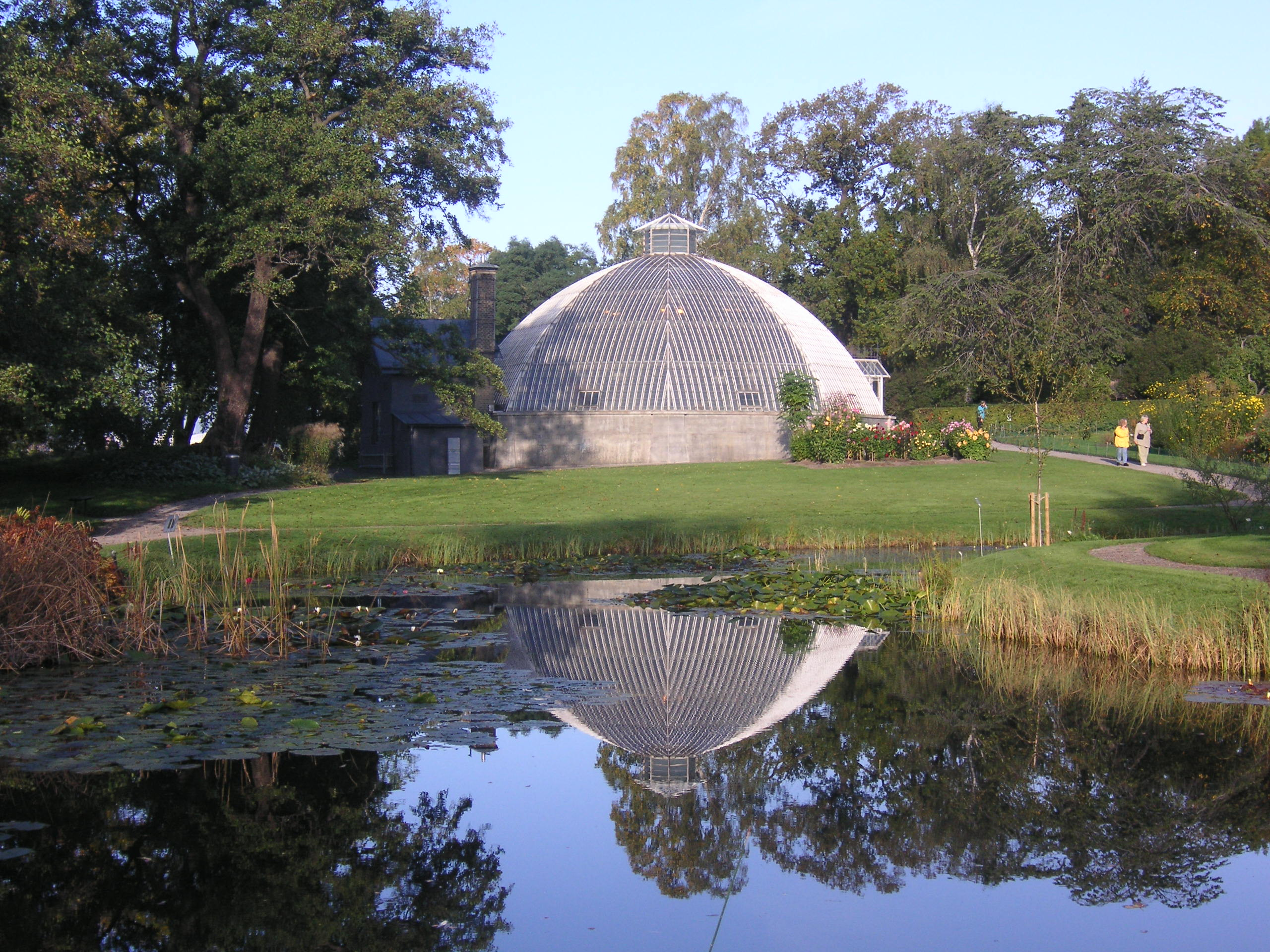
Victoriaväxthuset
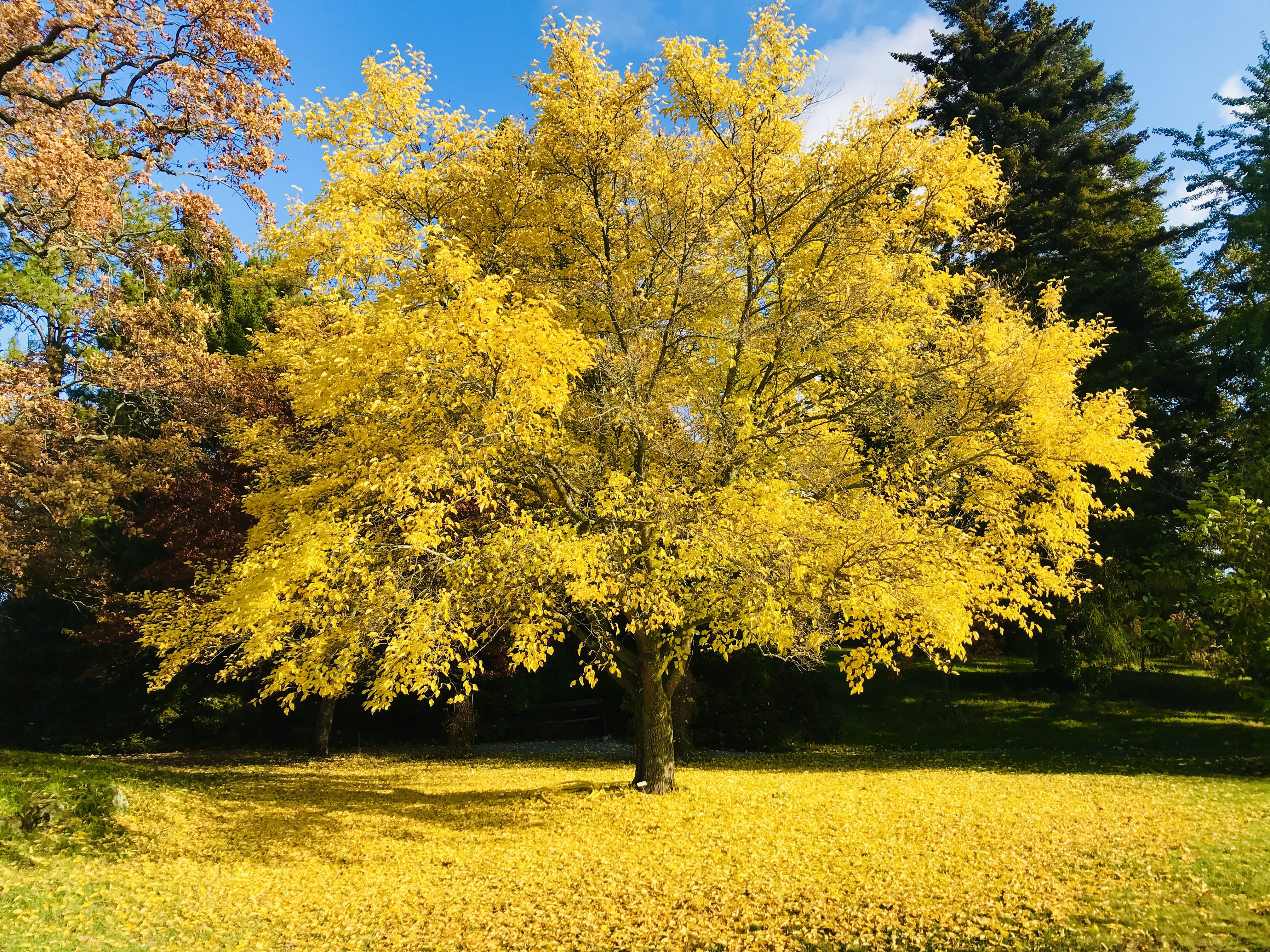
Morus Australis, höst